# Полерио, Джулио Чезаре
Джулио Чезаре Полерио (итал. Giulio Cesare Polerio, неап. Giuliò Cesarè Poleriò; 1548, Ланчано — 1612, Рим) — один из крупнейших итальянских шахматистов и теоретиков конца XVI — XVII веков. Представитель итальянской шахматной школы. Считался сильнейшим в Риме.
Сопровождал Джованни Леонардо в его поездке в Мадрид (1574—1575) на шахматный турнир, который был организован королём Испании Филиппом II. Вёл записи партий современников, которые составляли основу его рукописи, законченной в 1594 году (опубликована в XIX веке). С именем Полерио связывают возникновение итальянской школы. Анализы Полерио показывают заметный прогресс развития дебютной теории по сравнению с книжкой Рюи Лопеса. Автор гамбита («Гамбит Полерио — Муцио»). Разработал несколько окончаний, имеющих значение для теории эндшпиля. Был близким другом шахматиста и религиозного вольнодумца Лоренцо Буснардо.